# Tractor Corner
Der Tractor Corner (englisch für Zugmaschinenecke) ist eine Landspitze im ostantarktischen Viktorialand. In der Asgard Range stellt er 2,5 km nordöstlich des Repeater-Gletschers den Ausläufer eines Felssporns dar, der sich vom Mount Newall bis nahe der Mündung des Unteren Wright-Gletschers in den Wilson-Piedmont-Gletscher erstreckt.
Das New Zealand Geographic Board benannte ihn 1998, weil 1967 eine Reihe von Zugmaschinen bei der Fahrt über den Unteren Wright-Gletscher zum Wright Valley diese Formation passiert hatten.